# Вуелта а Еспања
Вуелта а Еспања (шп. Vuelta a España) етапна је бициклистичка трка која се одржава сваке године у Шпанији и земљама у окружењу, у августу и септембру и траје три седмице. Једна је од три гранд тур трке, поред Ђиро д’Италије и Тур де Франса, а организује се у склопу свјетске бициклистичке уније UCI, као дио  ворлд тура и учествују само UCI ворлд тур тимови и неколико тимова који добију специјалну позивницу организатора.
Вуелта је први пут одржана 1935, као креација шпанског часописа Diario Informaciones, у циљу повећавања тиража и прављења шпанске верзије Тур де Франса. Почетних година је више пута прекидана: у периоду од 1937. до 1940. због Шпанског грађанског рата, 1943. и 1944. због Другог свјетског рата, 1949. и у периоду од 1951. до 1955. због шпанске изолације током режима Франсиска Франка, а од 1955. се одржава сваке године.
Трка се обично одржава крајем августа и почетком септембра, а рута је другачија сваке године. Иде се у Кантабријски масиф, Галицијски масиф, Канарска Острва и Пиринеје, а циљ последње етапе се мијења; од 1993. до 2014. завршетак је био у Мадриду. За разлику од Тур де Франса, гдје је традиционални завршетак на Јелисејским пољима у Паризу, гдје се слави крај трке, пије се шампањац и прославља побједа, последња етапа на Вуелти је некада такмичарска, а понекад се вози хронометар. Модерна Вуелта има 21 етапу и два дана одмора. Број тимова је између 20 и 22, са по осам возача у сваком тиму од 2018, до тада их је било по девет. Све етапе су одређене временом, тако да се времена возача сабирају и возач са најмањим укупним временом је лидер генералног пласмана и трке и носи црвену мајицу. Поред генералног пласмана, који привлачи највише пажње јер означава и побједника трке, на Вуелти се налазе и друге класификације: класификација по поенима, за коју се додјељује зелена мајица, а поени се сакупљају на крају сваке етапе и на пролазним циљевима током етапа; брдска класификација, за коју се додјељује тачкаста мајица, а поени се сакупљају на означеним брдским циљевима, који су подијељени у пет категорија; класификација за најбољег младог возача, за коју се додјељује бијела мајица, а учествују само возачи до 25 година; класификација за најагресивнијег возача, за коју се најагресивнијем возачу на крају сваке етапе, као и најагресивнијем укупно на крају трке, додјељује црвени број, а побједника бирају судије; тимска класификација, у којој се на свакој етапи рачунају времена прве тројице из сваког тима, а возачи најбољег тима носе жуте бројеве. Поред њих, додјељују се и друге, мање награде. Етапне побједе такође доносе велики престиж и новчане награде и сваки тим долази са својим спринтером у циљу остваривања што више побједа.
Рекордери по броју побједа су Роберто Ерас и Примож Роглич са четири побједе, док су Тони Ромингер и Алберто Контадор остварили по три побједе. Рекордери у класификацији по поенима су Шон Кели, Лоран Жалабер и Алехандро Валверде, који су класификацију освојили по четири пута, док је Хосе Луис Лагуија освојио брдску класификацију пет пута. Рекордер у класификацији за најбољег младог возача је Енрик Мас, који је два пута освојио класификацију, док је рекордер по броју етапних побједа Делио Родригез са 39.

## Историја
Актуелни победник трке је колумбијски бициклиста Наиро Кинтана. Шпански бициклиста Алберто Контадор је на циљ после три недеље вожње стигао испред Левија Лајпхајмера из САД, клупског колеге из тима Астане. Контадоров успех је утолико већи, јер је успео да обједини титуле на три највећа бициклистичка такмичења — Вуелти, Тур де Франсу и Ђиро д’Италији. То је пре њега за руком пошло само четворици возача — Французима Жаку Анктилу и Бернару Иноу, Италијану Феличеу Ђимондију и Белгијанцу Едију Мерксу.

### Вуелта 2009.
Вуелта 2009. године је вожена у 21 етапи; почела је 29. августа у холандском граду Асену и први пут од 1997. године, након Лисабона, стартовала из стране земље. Након старта у Асену, бициклисти су још две етапе возили у Холандији, након чега је караван прешао у Белгију. Трка се, затим, наставила у Шпанији и возила дуж Медитеранске обале, пре него што је почела серија планинских етапа. Планинска вожња (174 km) са успоном на 1.870 метара завршила се 19. етапом, а затим је одвезен хронометар у Толеду да би се последњом етапом 20. септембра трка завршила у Мадриду.
На Вуелти, последњој од три највеће бициклистичке трке у сезони 2009. године је тријумфовао шпански бициклиста Алехандро Валверде. Победник последње, 21. етапе, вожене од Ривас Масијамадрида до Мадрида и дуге 110 km, био је Немац Андре Грајпел из тима Колумбија, најбољи спринтер на Вуелти и 107. у генералном пласману. Валверде је стазу прешао за 84 сата, 10 минута и 32 секунда; други је био Шпанац Самуел Санчез, олимпијски шампион у друмској вожњи, са 55 секунди заостатка; треће место је заузео Кадел Еванс из Аустралије, са минутом и 32 секунда заостатка.
Најуспешнији возач је  Шпанац Роберто Ерас са четири победе, док Швајцарац Тони Ромингер и Шпанац Алберто Контадор имају по три победе.
- Роберто Ерас, (2000, 2003, 2004 и 2005.. године)
- Тони Ромингер, (1992, 1993. и 1994. године)
- Алберто Контадор, (2008, 2012. и 2014. године)

## Списак победника
Победници Вуелта а Еспање
- 2024.  Примож Роглич
- 2023.  Сеп Кус
- 2022.  Ремко Евенепул
- 2021.  Примож Роглич
- 2020.  Примож Роглич
- 2019.  Примож Роглич
- 2018.  Сајмон Јејтс
- 2017.  Крис Фрум
- 2016.  Наиро Кинтана
- 2015.  Фабио Ару
- 2014.  Алберто Контадор
- 2013.  Крис Хорнер
- 2012.  Алберто Контадор
- 2011.  Крис Фрум[а]
- 2010.  Винченцо Нибали
- 2009.  Алехандро Валверде
- 2008.  Алберто Контадор
- 2007.  Денис Мењшов
- 2006.  Александар Винокуров
- 2005.  Роберто Ерас[б]
- 2004.  Роберто Ерас
- 2003.  Роберто Ерас
- 2002.  Аитор Гонзалез
- 2001.  Анхел Касеро
- 2000.  Роберто Ерас
- 1999.  Јан Улрих
- 1998.  Абрахам Олано
- 1997.  Алекс Циле
- 1996.  Алекс Циле
- 1995.  Лоран Жалабер
- 1994.  Тони Ромингер
- 1993.  Тони Ромингер
- 1992.  Тони Ромингер
- 1991.  Мелчор Маури]]
- 1990.  Марко Ђованети]]
- 1989.  Педро Делгадо
- 1988.  Шон Кели
- 1987.  Луис Ерера
- 1986.  Алваро Пињо
- 1985.  Педро Делгадо
- 1984.  Ерик Кариту
- 1983.  Бернар Ино
- 1982.  Марино Лехарета
- 1981.  Ђовани Батаљин
- 1980.  Фаустино Руперез
- 1979.  Јоп Зутемелк
- 1978.  Бернар Ино
- 1977.  Фреди Мартенс
- 1976.  Хосе Песародона
- 1975.  Аугустин Тамамес
- 1974.  Хосе Мануел Фуенте
- 1973.  Еди Меркс
- 1972.  Хосе Мануел Фуенте
- 1971.  Фердинанд Браке
- 1970.  Луис Окања
- 1969.  Роже Пенжон
- 1968.  Феличе Ђимонди
- 1967.  Јан Јансен
- 1966.  Франсиско Габика
- 1965.  Ролф Волфсхол
- 1964.  Ремон Пулидор
- 1963.  Жак Анкетил
- 1962.  Руди Алтиг
- 1961.  Анхелино Солер
- 1960.  Франс Де Мулдер
- 1959.  Антонио Суарез
- 1958.  Жан Стабленски
- 1957.  Хесус Лороњо
- 1956.  Анђело Контерно
- 1955.  Жан Дото
- 1951—1954. Трка није одржавана
- 1950.  Емилио Родригез
- 1949. Трка није одржавана
- 1948.  Бернардо Руиз
- 1947.  Едвард Ван Дик
- 1946.  Далмасио Лангарика
- 1945.  Делио Родригез
- 1943—1944. Други свјетски рат
- 1942.  Хулијан Берендеро
- 1941.  Хулијан Берендеро
- 1937—1940. [[Шпански грађански рат
- 1936.  Густаф Делор
- 1935.  Густаф Делор

### Статистика
Највише победа имају Шпанци (28), Французи (9) и Белгијанци (7). Остали резултати су наведени у следећим табелама.
| Позиција | Држава                    | Број побједа |
| -------- | ------------------------- | ------------ |
| 1.       | Шпанија                   | 32           |
| 2.       | Француска                 | 9            |
| 3.       | Белгија                   | 8            |
| 4.       | Италија                   | 6            |
| 5.       | Швајцарска                | 5            |
| 6.       | Словенија                 | 4            |
| 7.       | Њемачка                   | 3            |
| 7.       | Уједињено Краљевство      | 3            |
| 9.       | Холандија                 | 2            |
| 9.       | Колумбија                 | 2            |
| 9.       | Сједињене Америчке Државе | 2            |
| 12.      | Ирска                     | 1            |
| 12.      | Казахстан                 | 1            |
| 12.      | Русија                    | 1            |

| Позиција | Бициклиста         | Број побједа |
| -------- | ------------------ | ------------ |
| 1.       | Роберто Ерас       | 4            |
| 1.       | Примож Роглич      | 4            |
| 2.       | Тони Ромингер      | 3            |
| 2.       | Алберто Контадор   | 3            |
| 5.       | Густаф Делор       | 2            |
| 5.       | Хулијан Берендеро  | 2            |
| 5.       | Хосе Мануел Фуенте | 2            |
| 5.       | Бернар Ино         | 2            |
| 5.       | Педро Делгадо      | 2            |
| 5.       | Алекс Циле         | 2            |
| 5.       | Крис Фрум          | 2            |

| Позиција | Бициклиста         | Број побједа |
| -------- | ------------------ | ------------ |
| 1.       | Делио Родригез     | 39           |
| 2.       | Алесандро Петаки   | 20           |
| 3.       | Лоран Жалабер      | 18           |
| 3.       | Рик ван Лој        | 18           |
| 5.       | Шон Кели           | 16           |
| 6.       | Примож Роглич      | 15           |
| 7.       | Гербен Карстенс    | 14           |
| 8.       | Фреди Мартенс      | 13           |
| 8.       | Алехандро Валверде | 13           |
| 10.      | Тони Ромингер      | 12           |
| 10.      | Марсел Вист        | 12           |
| 12.      | Доминго Перурена   | 11           |
| 12.      | Хулијан Берендеро  | 11           |
| 12.      | Аугустин Тамамес   | 11           |
| 15.      | Еди Планкарт       | 10           |
| 15.      | Роберто Ерас       | 10           |
| 15.      | Џон Дегенколб      | 10           |

| Позиција | Бициклиста         | Број побједа |
| -------- | ------------------ | ------------ |
| 1.       | Шон Кели           | 4            |
| 1.       | Лоран Жалабер      | 4            |
| 1.       | Алехандро Валверде | 4            |
| 4.       | Ерик Цабел         | 3            |
| 5.       | Јан Јенсен         | 2            |
| 5.       | Рик ван Лој        | 2            |
| 5.       | Уве Раб            | 2            |
| 5.       | Примож Роглич      | 2            |
| 5.       | Кејден Гроувс      | 2            |

| Позиција | Бициклиста          | Број побједа |
| -------- | ------------------- | ------------ |
| 1.       | Хосе Луис Лагија    | 5            |
| 2.       | Хосе Марија Хименез | 4            |
| 3.       | Делио Родригез      | 3            |
| 3.       | Антонио Кармани     | 3            |
| 3.       | Хулио Хименез       | 3            |
| 3.       | Андрес Олива        | 3            |

| Позиција | Бициклиста | Број побједа |
| -------- | ---------- | ------------ |
| 1.       | Енрик Мас  | 2            |